# Cuéllar (Segovia)
Cuéllar ist eine Kleinstadt und eine Gemeinde (municipio) mit 9.530 Einwohnern (Stand: 2024) in der Provinz Segovia in der Autonomen Gemeinschaft Kastilien-León in Zentralspanien. Die Stadt ist bekannt für ihre zahlreichen historischen Gebäude aus dem Spätmittelalter und der frühen Neuzeit, die zu ihrer Anerkennung als nationales Kulturgut (Bien de Interés Cultural) in der Kategorie Conjunto histórico-artístico geführt haben. 

## Lage und Klima
Der Ort Cuéllar liegt auf einem etwa 60 m hohen Lehm- und Steinplateau in der ansonsten weitgehend ebenen kastilischen Meseta etwa auf halbem Wege zwischen den Städten Valladolid und Segovia in einer Höhe von ca. 830 bis 870 m. Das Klima ist gemäßigt bis warm; Regen (ca. 430 mm/Jahr) fällt mit Ausnahme der trockenen Sommermonate übers Jahr verteilt.

## Bevölkerungsentwicklung
| Jahr      | 1857  | 1900  | 1950  | 2000  | 2020  |
| Einwohner | 3.617 | 4.064 | 6.743 | 9.044 | 9.659 |

Die Mechanisierung der Landwirtschaft, die Aufgabe bäuerlicher Kleinbetriebe („Höfesterben“) und der daraus resultierende Verlust an Arbeitsplätzen auf dem Lande haben seit der Mitte des 19. Jahrhunderts zu einem kontinuierlichen Wachstum der Bevölkerungszahl in den Städten geführt. Zur Gemeinde gehören auch 9 Weiler (pedanias), von denen jedoch die meisten bereits verlassen sind (despoblado); der größte ist Torregutiérrez mit noch etwa 80 Einwohnern.

## Wirtschaft
Cuéllar und sein Umland sind traditionell agrarisch orientiert; die Menschen lebten hauptsächlich als Selbstversorger von den Erträgen ihrer Felder und Hausgärten. Im Mittelalter und der frühen Neuzeit war Cuéllar ein Zentrum der Textilherstellung; auch Kleinhändler, Handwerker und Dienstleister aller Art ließen sich im Ort nieder. Heute spielt neben der Landwirtschaft und dem Weinbau auch der Tourismus – hauptsächlich in Form der Vermietung von Ferienwohnungen (casas rurales) – eine nicht unbedeutende wirtschaftliche Rolle.

## Geschichte
Auf dem Gemeindegebiet wurden bronze- und eisenzeitliche (keltische) Fundstätten entdeckt, doch von den Römern, Westgoten und selbst von den Arabern und Mauren fehlen archäologisch verwertbare Spuren. Das 10. Jahrhundert war geprägt von kriegerischen Auseinandersetzungen zwischen dem mit der Grafschaft Kastilien verbündeten Königreich León und den Mauren; nach der Schlacht von Simancas (939) konnten die Christen ihren Einflussbereich bis an die Ufer des Duero ausdehnen. Die Situation klärte sich jedoch endgültig zu Gunsten der Christen erst nach der Rückeroberung (reconquista) von Segovia und Toledo im Jahr 1085.
Ein Gründungsdatum von Cuéllar ist nicht bekannt, doch im 12. Jahrhundert wurde die Comunidad de Villa y Tierra de Cuéllar eingerichtet und bereits im Jahr 1184 tagte hier eine Ständeversammlung (cortes). König Alfons X. von Kastilien (reg. 1252–1284) förderte den Ort erheblich und machte aus ihm ein Zentrum der Viehzucht und der Woll- und Tuchherstellung. Im Jahr 1297 fand auf Einladung der Königsmutter Maria de Molina eine erneute Ständeversammlung in Cuéllar statt. Im Jahr 1354 erlebte die Stadt die Hochzeit zwischen Peter I. von Kastilien und Juana de Castro. Im Jahr 1444 kam Cuéllar in den Besitz von Álvaro de Luna, einem der mächtigsten Männer der Zeit, und im Jahr 1455 wurden die Cortes von Heinrich IV. von Kastilien erneut in Cuéllar zusammengerufen. Neun Jahre später (1464) belehnte der König seinen Günstling Beltrán de la Cueva, den er zum „Herzog von Alburquerque“ gemacht hatte, mit der Stadt, deren burgartiger Palast noch heute seinen Nachfahren gehört.

## Sehenswürdigkeiten

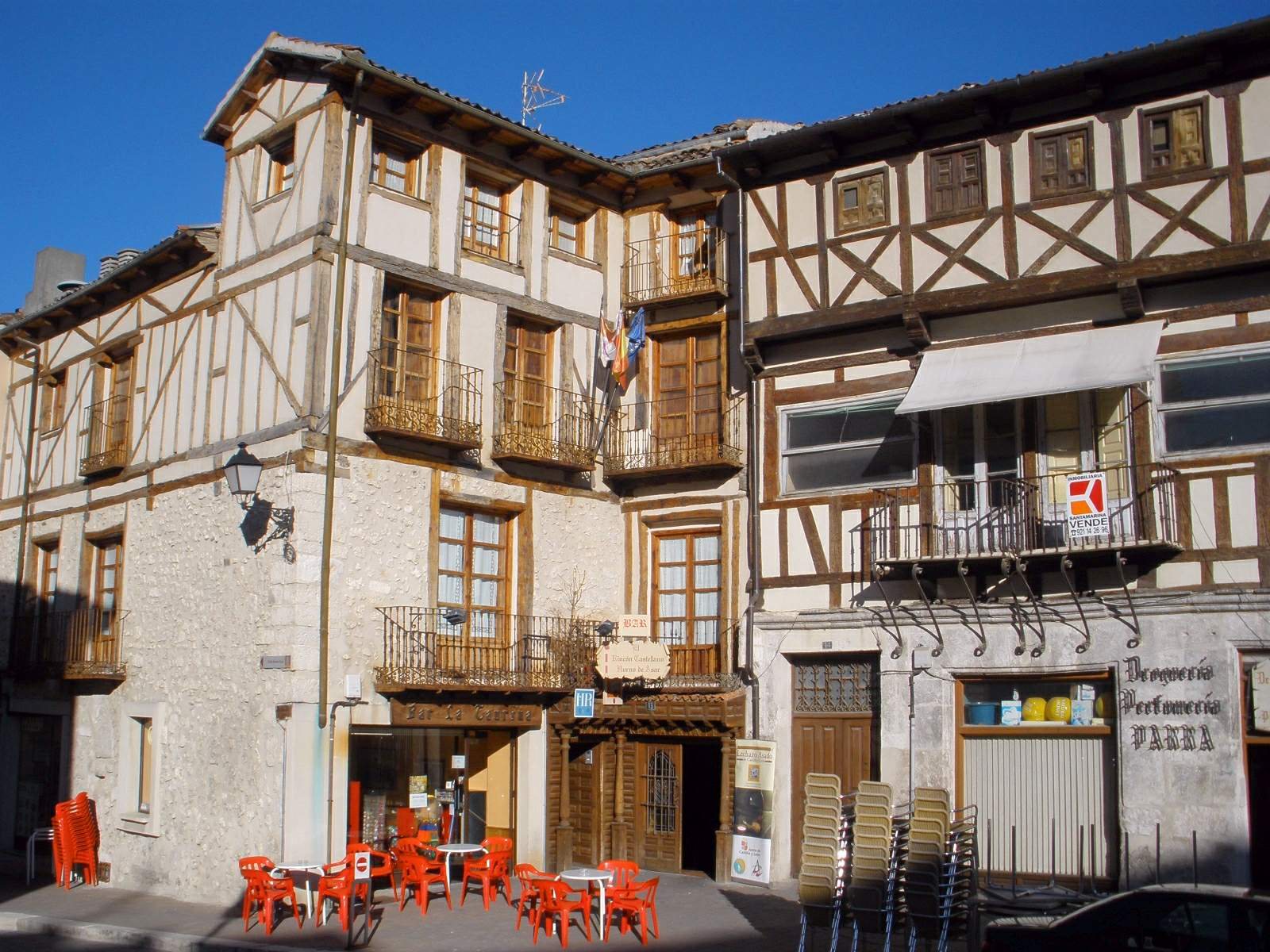
Fachwerkbauten in Cuéllar

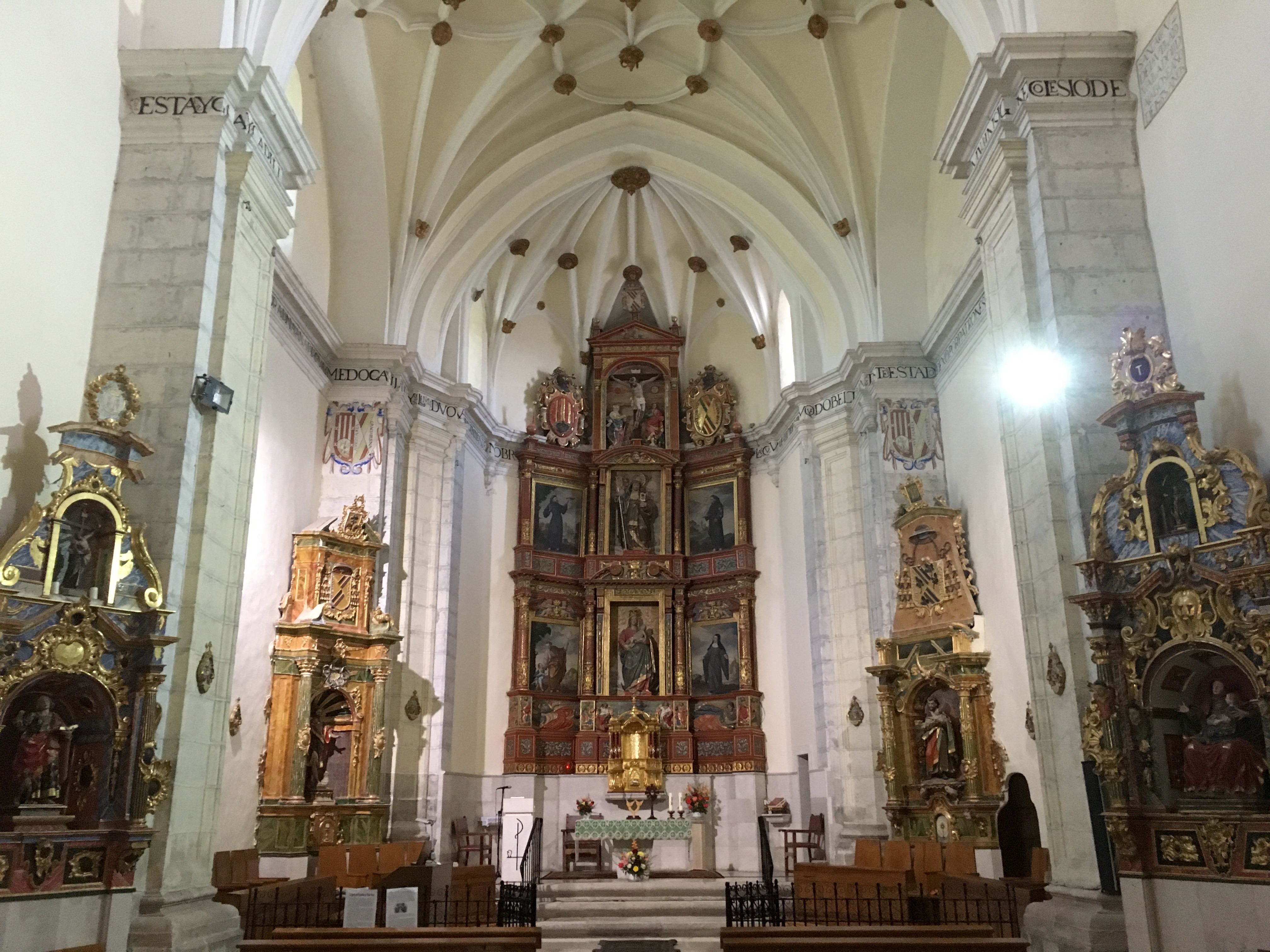
Convento de Santa Clara

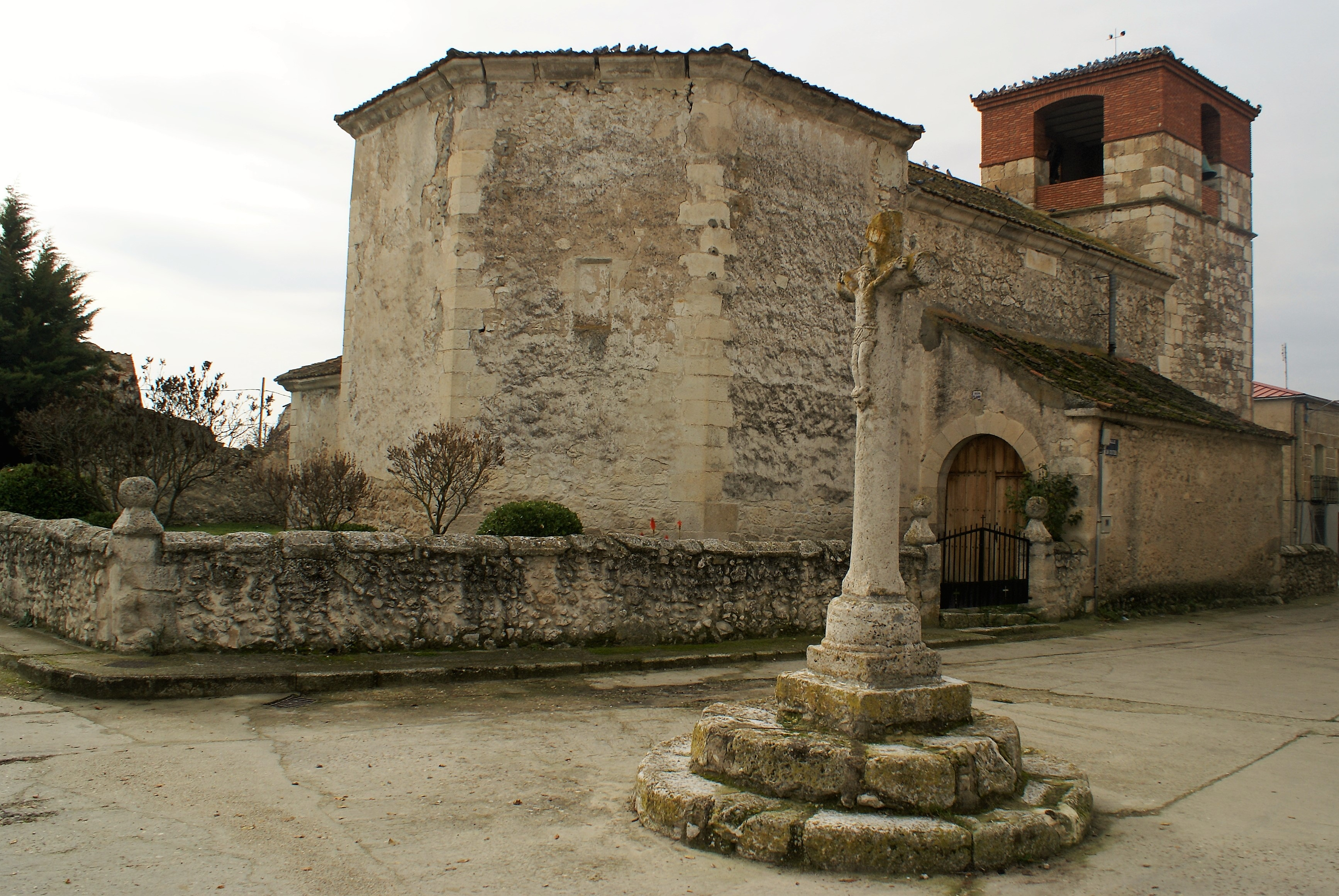
Iglesia de Torregutiérrez

- Die im Jahr 1306 erstmals erwähnte Grafenburg (später Castillo de los Duques de Alburquerque) erhebt sich an der höchsten Stelle des Ortes. Das Äußere erweckt den Eindruck einer mittelalterlichen Burg (Burggraben, Rundtürme, Zinnen etc.), doch im Innern wurde sie nach ihrer Übertragung an Beltrán de la Cueva in Teilen palastartig ausgebaut. Heute dienen die Räume als Museum.[5]
- Die über die Stadt verteilten Reste der ehemaligen Stadtmauern (murallas) und vor allem die Puerta de San Martín verdienen ebenfalls Beachtung.[6]
- In der Altstadt gibt es mehrere, für die Iberische Halbinsel eher untypische Fachwerkhäuser.
- Der wichtigste Stadtpalast von Cuéllar ist der Palacio Pedro I.
- Der im 13. Jahrhundert erbaute Chorbereich sowie die Südseite und die Fassade der Iglesia de San Andrés gehören zu den Meisterwerken des Mudéjar-Stils in der Provinz Segovia. Das Innere der Kirche ist im 18. Jahrhundert größtenteils barockisiert worden.[7]
- Von der Iglesia de San Esteban ist nur die prächtige Apsis original erhalten.[8]
- Die Iglesia de Santa María de la Cuesta hat eine romanische Apsis, einen hohen ornamentlosen Glockenturm (campanario) im Mudéjar-Stil. Das barockisierte Kirchenschiff birgt noch einen romanischen Taufstein (pila).[9]
- Von der bereits im 13. Jahrhundert existierenden Iglesia de Santa Marina ist nur der Glockenturm erhalten.[10]
- Auch die um 1500 entstandene Kirche des ehemaligen Franziskanerklosters (Monasterio de San Francisco) ist nur noch eine Ruine.[11]
- Von der Iglesia de San Martín ist hauptsächlich der dreigeschossige Chorbereich interessant. Auch im Innern haben sich noch Teile der Mudéjar-Bauweise erhalten.[12]
- Die im 15./16. Jahrhundert im Stil der Gotik erbaute Iglesia de San Pedro ist hingegen weitgehend aus Natursteinen erbaut; interessant ist die Apsislösung mit mehreren tiefen Blendarkaden. Das Kirchenschiff ist sterngewölbt und diente im 19. Jahrhundert als Getreidemühle.[13]
- Die Iglesia de El Salvador entstand um 1300. Die im Mudéjar-Stil gestaltete Apsis wurde später mit weitausladenden Strebebögen stabilisiert.[14]
- Von der Iglesia de Santiago steht nur noch die außen wie innen gut erhaltene Mudéjar-Apsis.
- Das spätgotisch-barocke Kirchenschiff des Convento de Santa Clara mit seinen zahlreichen Altarretabeln (retablos) ist ein Schmuckstück.
- Das im 18. Jahrhundert erbaute Rathaus verfügt über einen Innenhof mit einer umlaufenden Fachwerkempore.
- Der Parque de la Huerta del Duque im Westen der Stadt mit der historischen Windmühle Molino El Cubo.

Umgebung
- Das ca. 5 km nordwestlich des Ortes gelegene Santuario de Nuestra Señora del Henar ist eine bedeutende regionale Wallfahrtsstätte. Sehenswert sind Kirche und Kreuzgang (claustro).[15]
- Die Kirche im Weiler Torregutiérrez lohnt ebenfalls einen Besuch.
- Die Puente de Barrancales ist eine historische Fußgängerbrücke.

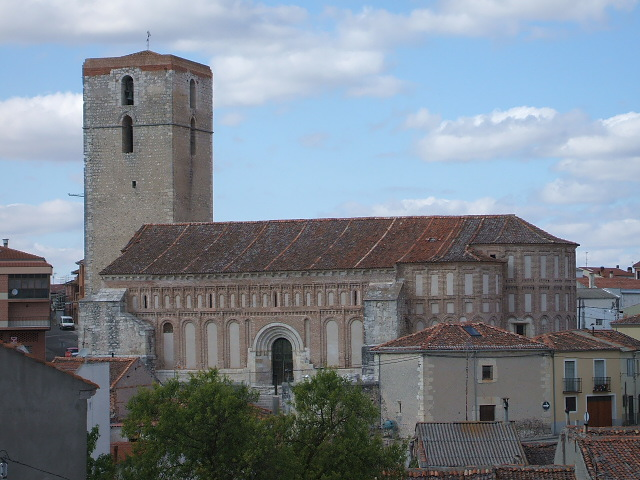
Iglesia San Andrés
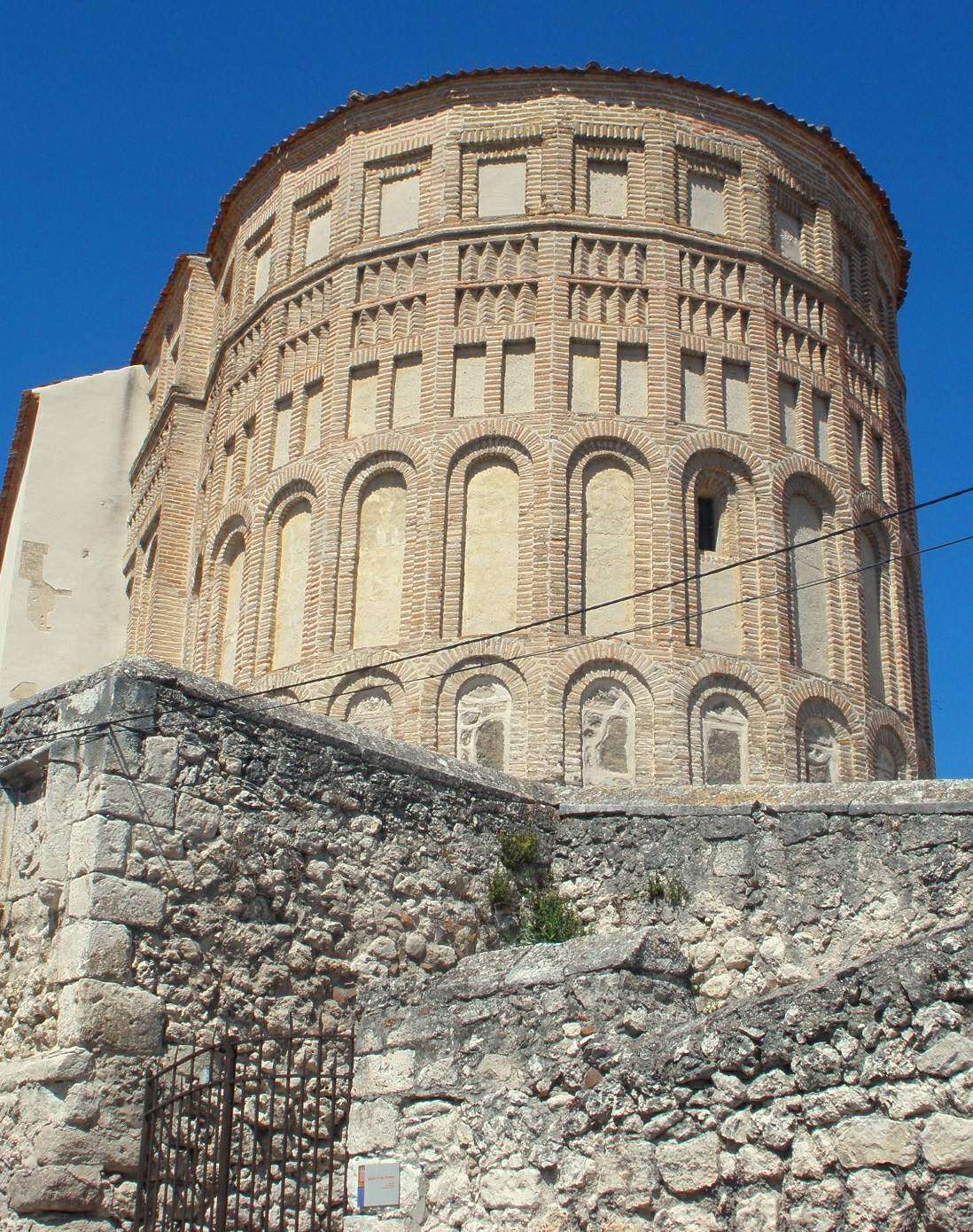
Iglesia San Esteban
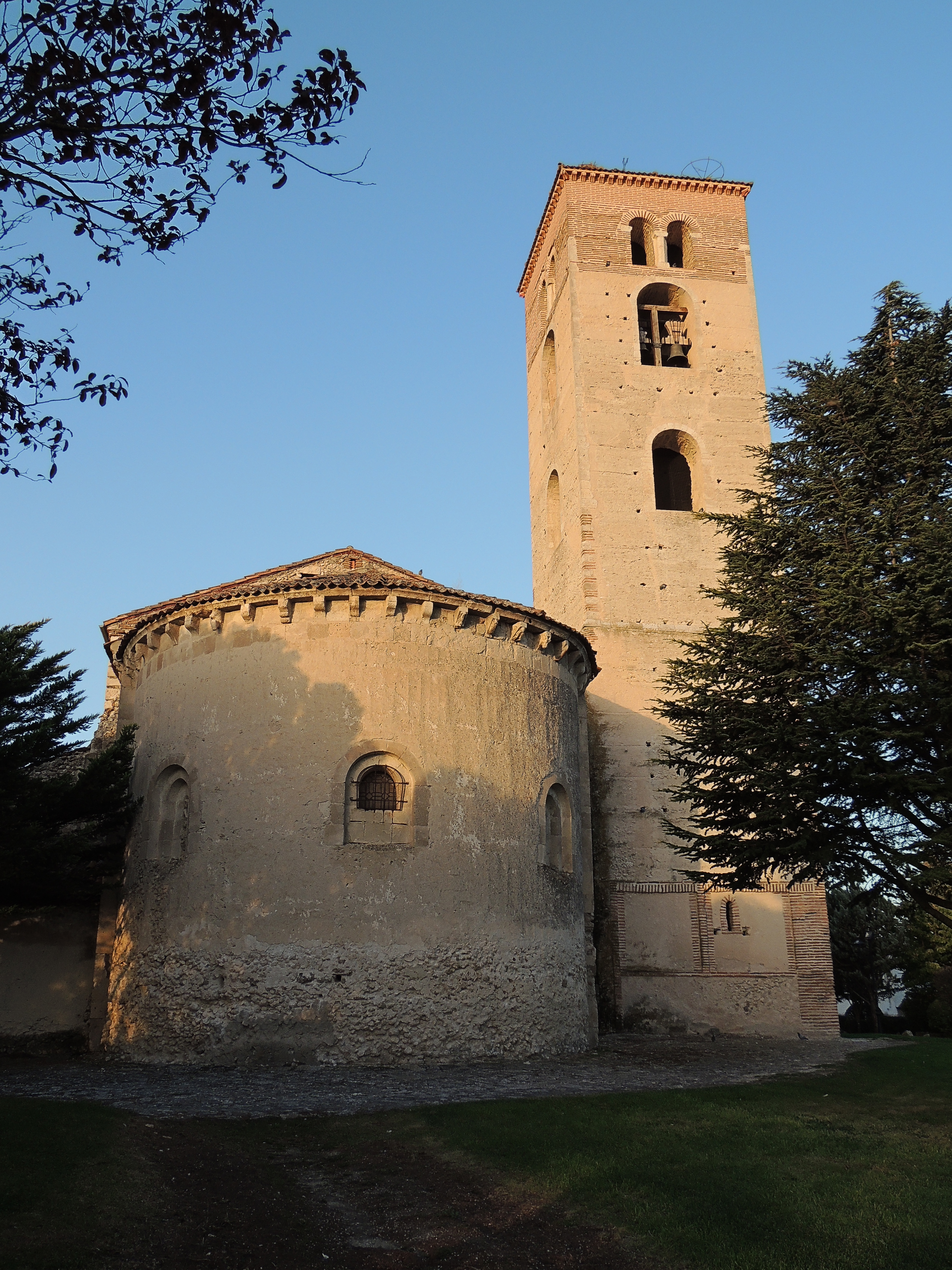
Iglesia de Santa María de la Cuesta
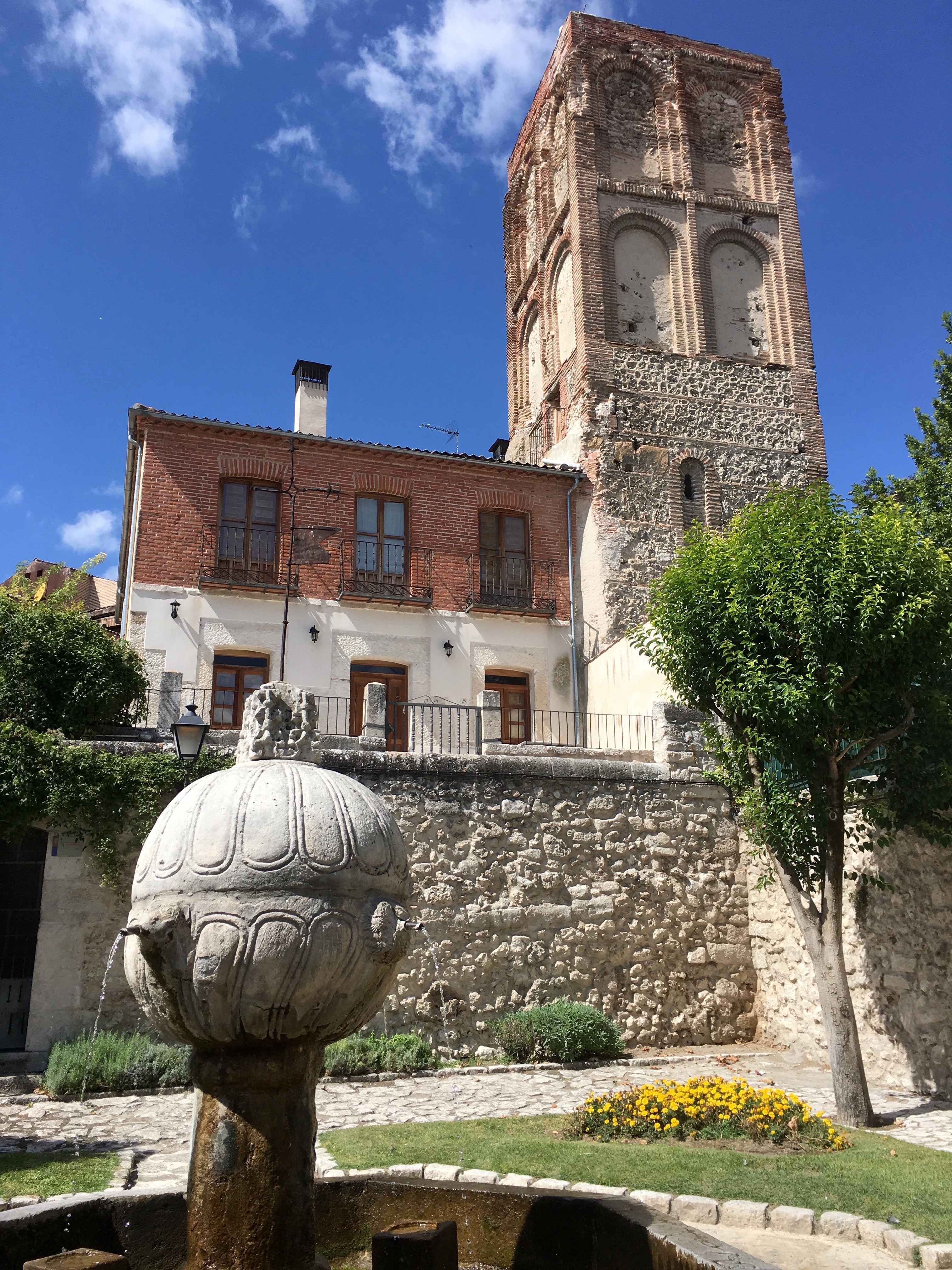
Iglesia Santa Marina
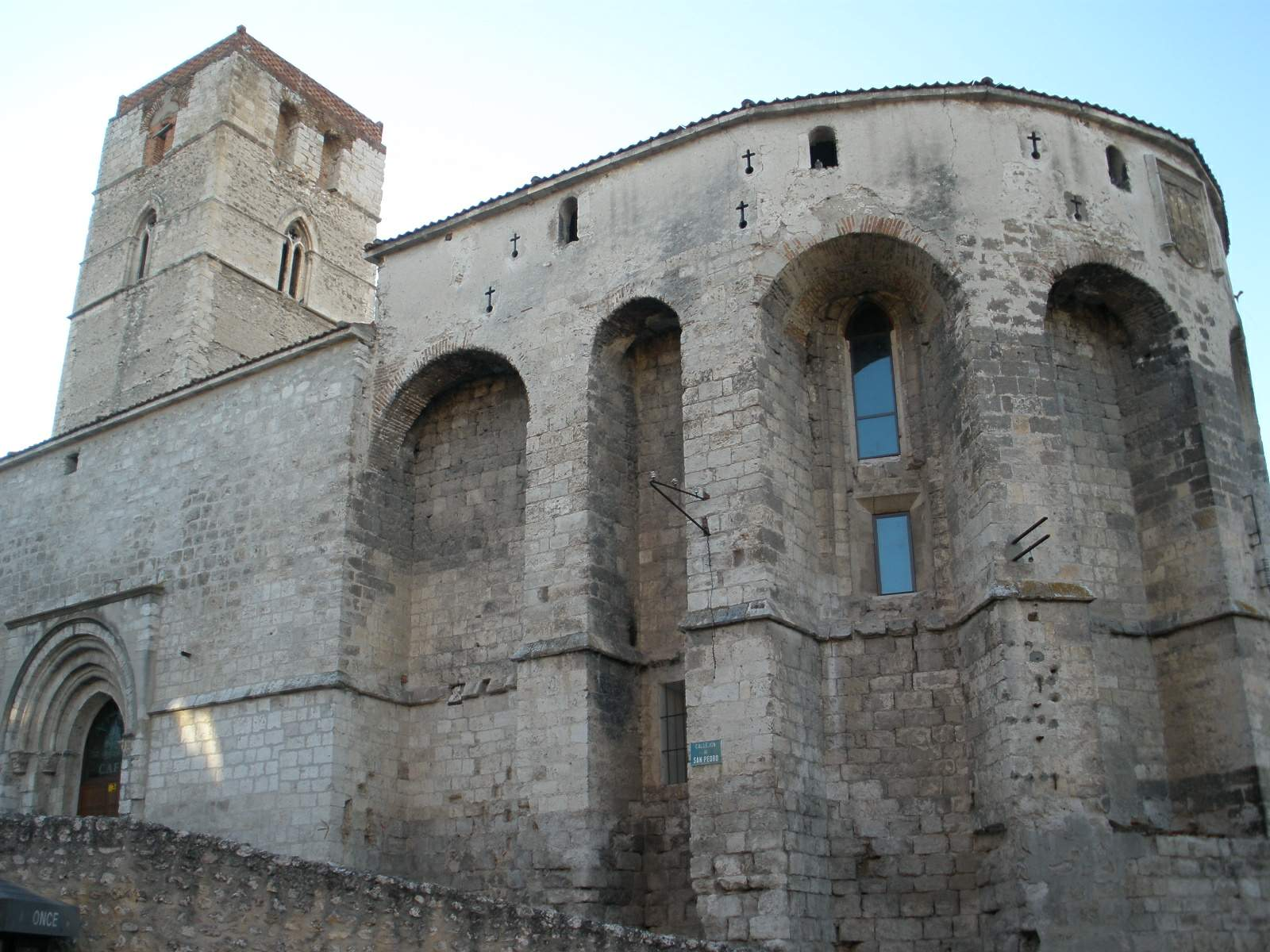
Ex-Iglesia San Pedro
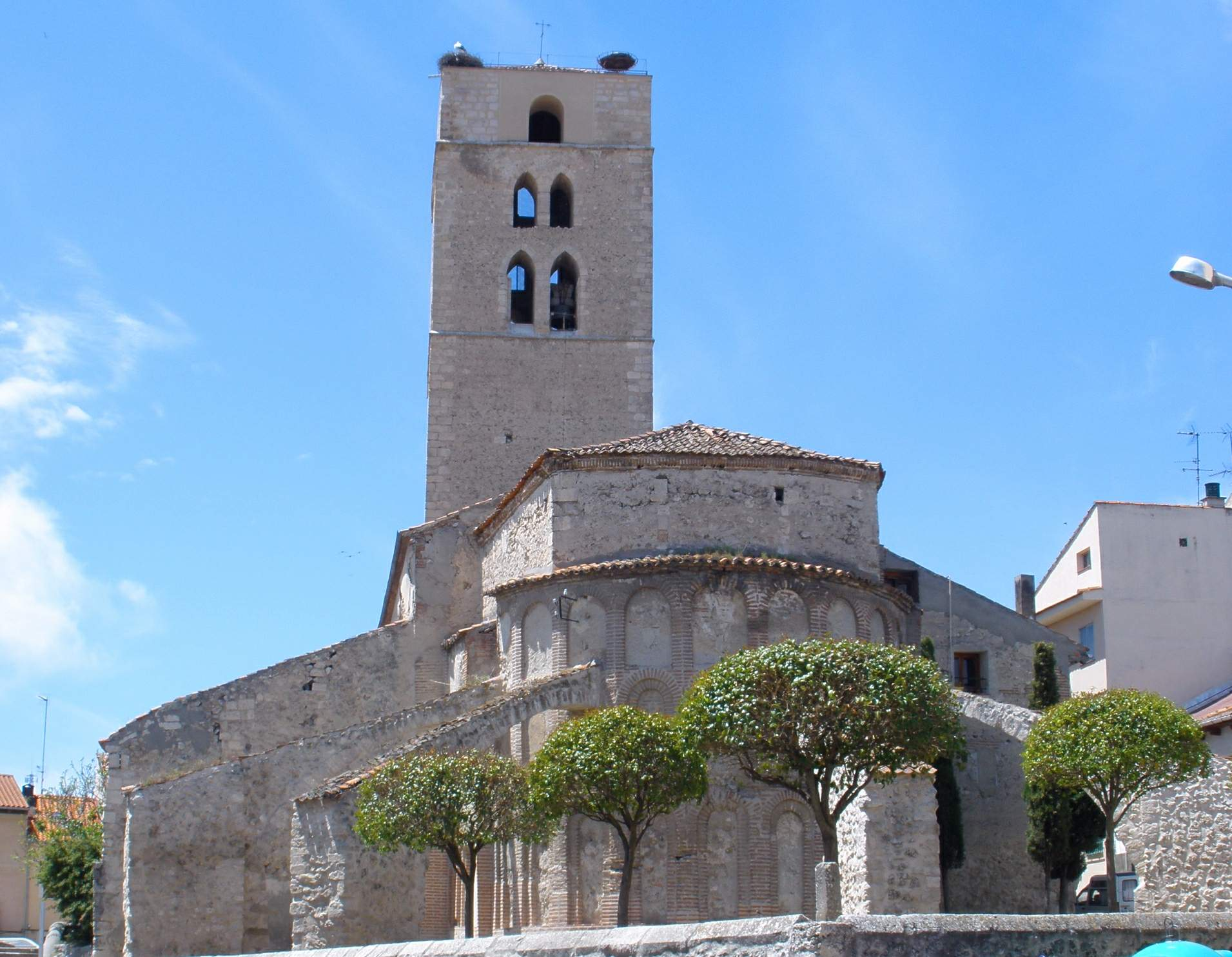
Iglesia El Salvador